# PK-35 Vantaa
Der PK-35 Vantaa (Pallokerho-35 Vantaa) ist ein finnischer Fußballverein aus Vantaa. Im Frauenfußball wurde der Verein seit dem Aufstieg in die erstklassige Kansallinen Liiga 2010 bisher sieben Mal finnischer Meister. Die Herrenmannschaft spielt derzeit in der zweitklassigen Ykkönen.

## Geschichte
PK-35 wurde 1935 in Wyborg gegründet, zog aber nach dem Winterkrieg in die finnische Hauptstadt Helsinki. In der Saison 1998 spielte die Herrenmannschaft erstmals in der Veikkausliiga. Zur Saison 1999 kaufte der Geschäftsmann Hjallis Harkimo die Profiabteilung und die damit verbundene Erstligalizenz des Vereins und startete mit dem von ihm gegründeten FC Jokerit in der Veikkausliiga, woraufhin PK-35 in den unteren Ligen neu begann. Nach der Saison 2008 zog die Mannschaft nach Vantaa in direkter Nachbarschaft zu Helsinki um. In der Saison 2015 konnte der Verein den 2. Platz in der Ykkönen erreichen und sich damit für die Relegation gegen den Vorletzten der Veikkausliiga, den FC KTP Kotka qualifizieren, gegen den man sich in 2 Spielen mit 3:2 Toren durchgesetzt hat. Somit startet der Verein in der Saison 2016 erstmals nach 18 Jahren wieder in der höchsten finnischen Spielklasse.
Es folgte allerdings der sofortige Abstieg und zur Saison 2017 musste die Herrenabteilung Insolvenz anmelden und zwangsabsteigen. Die Mannschaft spielte nach der Lizenzverweigerung drei Jahre in der viertklassigen Kolmonen. 2019 und 2020 wurden jeweils der Aufstieg geschafft, so dass der Klub seit 2021 wieder in der Ykkönen antritt.

## Frauenabteilung
Die Frauenfußballabteilung wurde 1982 gegründet und stieg 2010 in die Naisten Liiga auf. Dabei gelang ihnen auf Anhieb, die finnische Meisterschaft zu gewinnen. 2011, 2012, 2014, 2015, 2016 und 2018 wiederholten sie ihren Erfolg. Von der Insolvenz 2017 war die Frauenabteilung nicht betroffen.

### Erfolge
- Finnischer Meister: 2010, 2011, 2012, 2014, 2015, 2016, 2018
- Naisten Ykkönen: 2009
- Naisten Cup: 2011, 2012, 2013

### UEFA Women’s Champions League
| Wettbewerb                            | Runde             | Gegner                     | Spiel |
| ------------------------------------- | ----------------- | -------------------------- | ----- |
| UEFA Women’s Champions League 2011/12 | Sechzehntelfinale | Rayo Vallecano Femenino    | 1:4   |
| UEFA Women’s Champions League 2011/12 | Sechzehntelfinale | Rayo Vallecano Femenino    | 0:3   |
| UEFA Women’s Champions League 2012/13 | Sechzehntelfinale | Olympique Lyonnais Féminin | 0:7   |
| UEFA Women’s Champions League 2012/13 | Sechzehntelfinale | Olympique Lyonnais Féminin | 0:5   |
| UEFA Women’s Champions League 2013/14 | Gruppe 6          | ŽFK Biljanini Izvori 2010  | 13:1  |
| UEFA Women’s Champions League 2013/14 | Gruppe 6          | Pärnu JK                   | 0:0   |
| UEFA Women’s Champions League 2013/14 | Gruppe 6          | PAOK Thessaloniki          | 2:1   |
| UEFA Women’s Champions League 2013/14 | Sechzehntelfinale | Birmingham City Ladies     | 0:3   |
| UEFA Women’s Champions League 2013/14 | Sechzehntelfinale | Birmingham City Ladies     | 0:1   |
| UEFA Women’s Champions League 2015/16 | Gruppe 8          | FC Union Nové Zámky        | 9:0   |
| UEFA Women’s Champions League 2015/16 | Gruppe 8          | Rīgas FS                   | 9:0   |
| UEFA Women’s Champions League 2015/16 | Gruppe 8          | Schytlobud-1 Charkiw       | 2:1   |
| UEFA Women’s Champions League 2015/16 | Sechzehntelfinale | FC Rosengård               | 0:2   |
| UEFA Women’s Champions League 2015/16 | Sechzehntelfinale | FC Rosengård               | 0:7   |
| UEFA Women’s Champions League 2016/17 | Gruppe 8          | CF Benfica                 | 1:2   |
| UEFA Women’s Champions League 2016/17 | Gruppe 8          | Newry City Ladies F.C.     | 2:0   |
| UEFA Women’s Champions League 2016/17 | Gruppe 8          | Avaldsnes IL               | 0:2   |
| UEFA Women’s Champions League 2017/18 | Gruppe 4          | Linfield FC                | 1:0   |
| UEFA Women’s Champions League 2017/18 | Gruppe 4          | Shelbourne FC              | 0:0   |
| UEFA Women’s Champions League 2017/18 | Gruppe 4          | Medyk Konin                | 1:2   |

|        | Spiele | S | U | N  | T+ | T-  |
| ------ | ------ | - | - | -- | -- | --- |
| Gesamt | 20     | 7 | 2 | 11 | 41 | 410 |

Stand: 26. Juli 2018